# Lista de estádios de futebol de Roraima
Esta é uma lista dos estádios de futebol de Roraima, com um breve resumo de suas informações.

## Estádios deBoa Vista
| Estádio                                  | Nome popular  | Capacidade | Localidade          | Proprietário                 | Time                                                                                                  | Inauguração            | Ref   |
| ---------------------------------------- | ------------- | ---------- | ------------------- | ---------------------------- | --- | ---------------------- | ----- |
| Estádio Flamarion Vasconcelos            | Canarinho     | 5.630      | Bairro do Canarinho | Governo do Estado de Roraima | Atlético Roraima, Baré, GAS, Rio Negro, River e São Raimundo                                          | 13 de setembro de 1975 | [ 1 ] |
| Estádio Maria das Dores Brasil           |               |            |                     |                              | |                        |       |
| Estádio Raimundo Ribeiro de Souza        | Ribeirão      | 3.000      | Caimbé              | Governo do Estado de Roraima | Atlético Roraima, Baré, GAS, Náutico, Progresso, Real, Rio Negro, River, São Raimundo e São Francisco |                        | [ 2 ] |
| Estádio da Vila Olímpica Roberto Marinho | Vila Olímpica | 1.500      | Dr. Silvio Botelho  | Prefeitura de Boa Vista      | Atlético Roraima, Baré, Náutico e São Raimundo                                                        |                        |       |

## Estádios daRegião Metropolitanae interior
| Estádio                                | Nome popular                  | Capacidade | Localidade | Proprietário          | Time          | Inauguração            | Ref   |
| -------------------------------------- | ----------------------------- | ---------- | ---------- | --------------------- | ------------- | ---------------------- | ----- |
| Estadio Municipal Vital Rodrigues      |                               | 3.000      | Caracaraí  |                       | Náutico e GAS | 31 de dezembro de 2012 | [ 3 ] |
| Estádio Municipal Sabino Soares Neto   | Municipal de Mucajaí, Sabinão | 1.000      | Mucajaí    | Prefeitura de Mucajaí | Progresso     |                        |       |
| Estádio Municipal de São Luiz do Anauá |                               | 1.500      | São Luís   |                       | Real          |                        |       |